# Milonia Caesonia

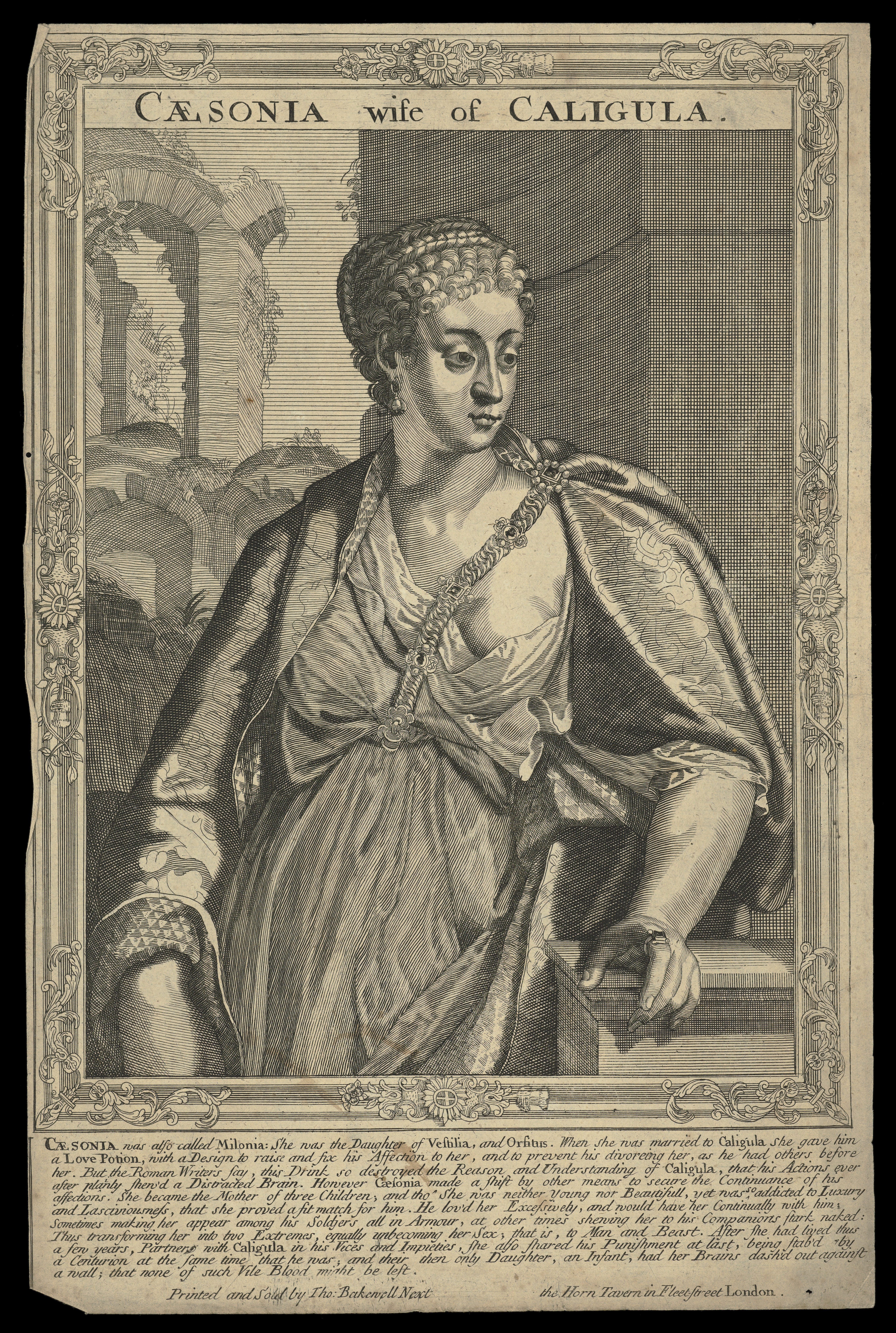
Milonia Caesonia, vrouw van Caligula

Milonia Caesonia (PIR2 M 590) (6 - 41 n.Chr.) was een Romeins keizerin en notoir courtisane. Hoewel ze geboren werd in bescheiden omstandigheden klom ze op tot de vierde en laatste vrouw van de keizer Caligula. Ze was de dochter van Vistilla, een prostituee, en een onbekende vader. Haar jongere halfbroer was de consul en generaal Gnaius Domitius Corbulo. Haar nicht, Domitia Longina volgde in haar voetsporen en trouwde de beruchte despoot Domitianus.

## Milonia en Caligula
Hoewel Milonia naar verluidt geen grote schoonheid was en al drie dochters had, hield Caligula zielsveel van haar. De vraag waarom zij zijn aandacht wel kon vasthouden, terwijl hij zo snel verveeld raakte bij andere vrouwen, werd een obsessie voor hem en hij dreigde zelfs haar te martelen om achter het geheim te komen.
Ze ontmoetten elkaar, naar alle waarschijnlijkheid, in een bordeel of tijdens een van de orgies die Caligula met enige regelmaat organiseerde. Nadat Caligula in 37 tot Princeps was uitgeroepen, leefde Milonia in het paleis, waar zij toezag hoe Caligula, in overeenstemming met het Romeinse gebruik, in het huwelijk trad met drie adellijke vrouwen, huwelijken die geen van allen langer dan een jaar duurden.
Het huwelijk vond plaats op voorwaarde dat Milonia Caligula een kind zou schenken. Milonia lost deze belofte in bij de geboorte van Julia Drusilla, genoemd naar haar tante, de favoriete zuster van Caligula. Volgens Suetonius zou Caligula Milonia direct na de geboorte van hun dochter hebben gehuwd, maar Cassius Dio meent te weten dat ze pas een maand na het huwelijk werd geboren. Dit kind, de oogappel van Caligula, verwierf al snel een reputatie voor wreedheid.
Rome was ontzet dat zijn nieuwe echtgenote een vrouw afkomstig uit het gewone volk was, een dochter van een prostituee. Het schandaal werd gevoed door het optreden van Caligula, die Milonia naakt voor zijn troepen (waarschijnlijk de pretoriaanse garde) en enkele uitgelezen vrienden liet paraderen en opschepte over haar schoonheid.
Terwijl de streken van Caligula met de dag erger werden, schijnt Milonia de tekenen des tijds verstaan te hebben en poogde ze Caligula tot mildheid en gerechtigheid te overreden. Zo oogstte ze ten slotte door haar pragmatische aard en haar gelijkmoedigheid toch nog enig respect.
Toen Caligula zichzelf Jupiter Latiaris ging noemen stelde hij Caesonia, samen met zijn oom Claudius en andere rijke personen aan als zijn priesters.

## De dood van Milonia
In 41 komt het tot een uitbarsting. Een samenzwering onder zijn hovelingen en andere hooggeplaatste Romeinen doet Caligula de das om en hij wordt vermoord. Daarbij werd in het paleis ook de keizerlijke familie van het leven beroofd. Milonia, zo melden de bronnen, sterft waardig. Haar dochter Julia Drusilla werd vermoord doordat haar hoofd tegen een muur geslagen werd.

## Film
In de historisch-pornografische film Caligula uit 1979 wordt de rol van Caesonia vervuld door Helen Mirren.

## Voetnoten
1. ↑  Cassius Dio, LIX 23.7.
2. ↑  Tacitus, Annales II 85.
3. ↑  Als we op haar naam mogen afgaan zou haar vaders nomen gentile Milonius zijn geweest.
4. 1 2 3  Suetonius, Caligula 25.3.
5. ↑  Suetonius, Caligula 33.
6. ↑  Cassius Dio, LIX 23.7, 28.7.
7. ↑  Cassius Dio, LIX 28.5.
8. ↑  Suetonius, Caligula 59; cf. Cassius Dio, LIX 29.7, Flavius Josephus, Antiquitates Judaicae XIX 195-200.

## Antieke bronnen
- Cassius Dio, Historia Romana LIX 23.7, 28.5, 7, 29.7.
- Publius Cornelius Tacitus, Annales II 85.
- Flavius Josephus, Antiquitates Judaicae XIX 195-200.
- Gaius Suetonius Tranquillus, Caligula 25.3, 33, 38.3, 50.2, 59.

## Referentie
- M. Lightman - B. Lightman, art. Milonia Caesonia, in M. Lightman - B. Lightman (edd.), Biographical Dictionary of Ancient Greek and Roman Women: Notable Women from Sappho to Helena, New York, 2000, pp. 164-165.